# 조레스 알표로프
조레스 이바노비치 알표로프(러시아어: Жоре́с Ива́нович Алфёров IPA: [ʐɐˈrʲɛs ɪˈvanəvʲɪtɕ ɐlˈfʲorəf], 벨라루스어: Жарэс Іва́навіч Алфёраў 자레스 이바나비치 알표라우, 1930년 3월 15일 ~ 2019년 3월 1일)는 러시아의 물리학자이다. 현대 물리학·전기공학 분야의 지대한 공헌으로 노벨 물리학상을 수상하였다. 또한 그는 러시아 연방 공산당 소속으로 1995년부터 러시아의 하원의원을 지냈으며, 1999년, 2003년, 2007년 총선에서 모두 재선에 성공하였다.

## 생애
유대계 러시아인 으로, 1930년 소비에트 연방 벨로루시 소비에트 사회주의 공화국 비쳅스크에서 태어났다. 1952년 레닌그라드 우랄로프 전기공학연구원을 졸업하였고, 1953년에는 이홉 물리기술연구원에서 일했다. 러시아 학술원에서도 연구 활동을 하였다. 연구원과 학술원에서 1961년 과학 박사 학위를 취득하였다. 1970년에는 물리학 박사와 수학 박사 학위를 취득하였다.
1972년 러시아 과학 학술원의 통신회원으로 활동하였다. 1979년에는 정회원이 되었다. 1989년부터 러시아 학술원의 부총재로 활동하였고 센터장을 맡기도 하였다.
1995년부터 국립 러시아 연방 학술원 명예회원으로 추대되었다. 2000년에는 허버트 크뢰머와 공동으로 '반도체 고속 광전자 이소중합전달체'를 개발한 공로로 노벨 물리학상을 수상하였다. 알표로프가 개발한 발명은 핸드폰과 위성통신 그리고 레이저의 새로운 광원을 제공하는 데 견인차 역할을 하였다. 그의 발명품은 LED TV와 바코드 인식 등에 사용되고 있다. 노벨상을 시상하는 스웨덴 왕립학술원의 허만 그리미스는 "알표로프가 없었다면 위성통신을 통한 도시간의 통화는 불가능하였을 것"이라고 이야기했다고 BBC 통신은 전했다.
세계 레이저 학술원 명예교수로 재직하였다. 2019년 88세를 일기로 사망하였다.

## 수상
- 레닌상 (1972년)
- 러시아상 (1984년)

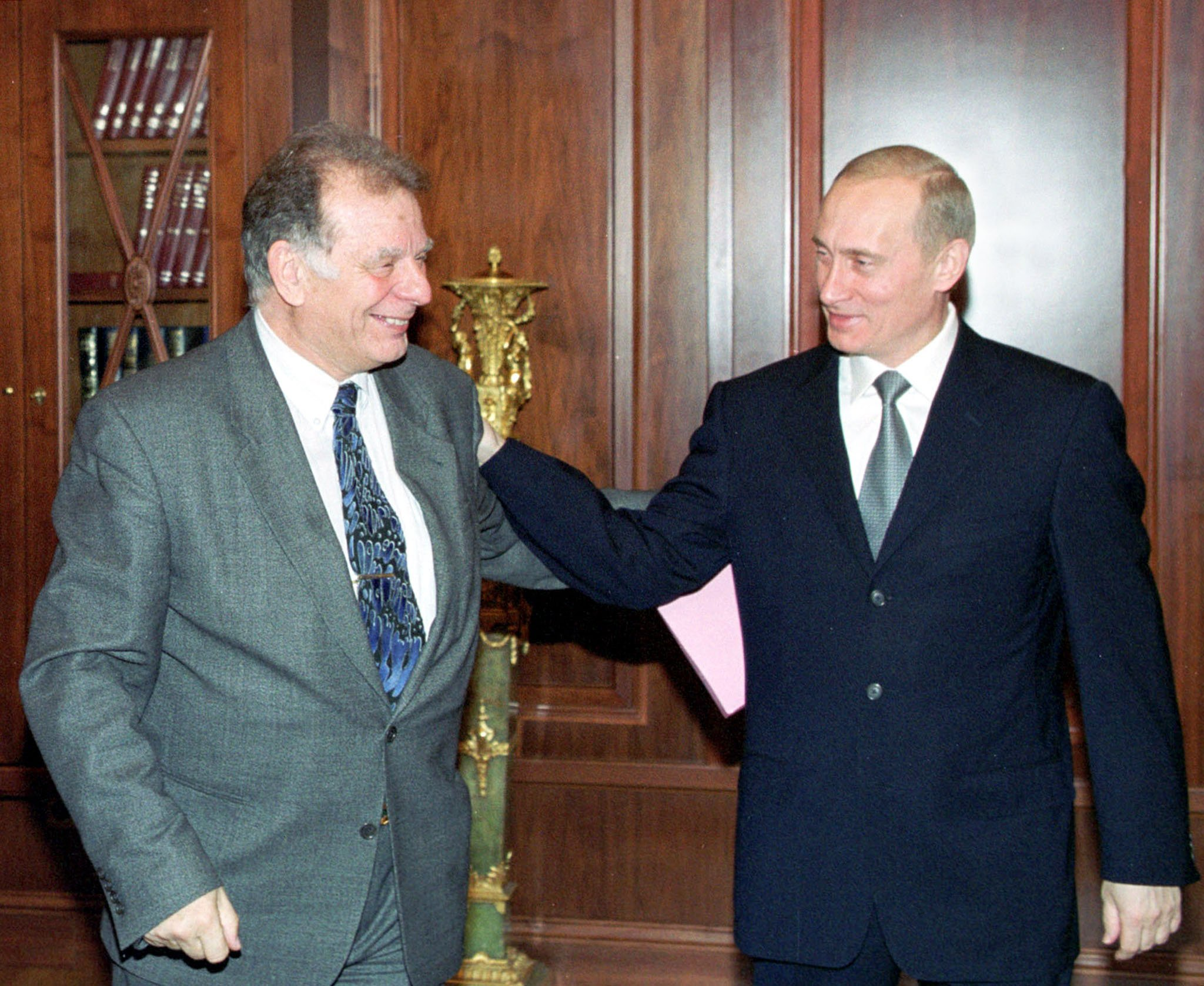
푸틴과 만난 알표로프 (2000년)

- 아이옵페 러시아과학학술원상 (1996년)
- 더미노브상 (1999년)
- 노벨 물리학상 (2000년)
- 교토상 (2001년)